# Sclopetaspis danumensis
Sclopetaspis danumensis är en insektsart som beskrevs av Sadao Takagi 1992. Sclopetaspis danumensis ingår i släktet Sclopetaspis och familjen pansarsköldlöss. Inga underarter finns listade i Catalogue of Life.